# ジョチ・トルカク
ジョチ・トルカク（J̌oči Torqaq、? - 1286年）は、モンゴル帝国に仕えたケレイト人将軍の一人。『元史』などの漢文史料では搠直腯魯華(shuòzhítúlŭhuá)と記される。

## 概要
ジョチ・トルカクは当初直属の200の兵を率いてモンゴル帝国の創始者チンギス・カンに仕え始めたが、ナイマン遠征や西夏遠征における功績が評価されて1万の兵を率いることが許されるようになり、ムカリ率いる東方（金朝）方面軍に所属するようになった。ジョチ・トルカクはムカリの下に配属されてすぐに金朝の桓州を攻略する功績を挙げ、この時獲得した100万あまりの軍馬は全軍に支給され、モンゴル軍の士気を大いに高めたという。
1211年（辛未）には遼東・遼西方面に侵攻し諸州を攻略したが、唯一東京遼陽府のみが降らなかったため、捕虜とした金朝の使者を派遣し降伏勧告させることとなった。この時、ジョチ・トルカクは「東京は金の旧都であるため備えは十分で守りは堅く、攻略するに容易でない。故に経略でもってこれを攻略すべきである。派遣した使者を受け容れるため城門が開けられた時、大軍でもってこれに攻め込むべきである」と献策し、この策によって東京は陥落することとなった。その後もジョチ・トルカクは河北各地で転戦したが、大名府の戦いで流れ矢にあたり戦死した。
ジョチ・トルカクの死後は息子のサルギス・ブカ（撒吉思卜華）が後を継ぎ、金朝攻略に従事した。